# Koceľovce
Koceľovce este o comună slovacă, aflată în districtul Rožňava din regiunea Košice. Localitatea se află la altitudinea de 345 m deasupra n.m., se întinde pe o suprafață de 6,96 km2 și în 2017 număra 238 de locuitori.

## Istoric
Localitatea Koceľovce este atestată documentar din 1243.

## Demografie
| An:                | 1994 | 2004   | 2014   | 2024   |
| ------------------ | ---- | ------ | ------ | ------ |
| Număr de persoane: | 256  | 254    | 250    | 218    |
| Diferență:         |      | −0,78% | −1,57% | −12,8% |

| An:                | 2023 | 2024   |
| ------------------ | ---- | ------ |
| Număr de persoane: | 215  | 218    |
| Diferență:         |      | +1,39% |